# Capriva del Friuli
Capriva del Friuli is een gemeente in de Italiaanse provincie Gorizia (regio Friuli-Venezia Giulia) en telt 1670 inwoners (31-12-2004). De oppervlakte bedraagt 6 km², de bevolkingsdichtheid is 269 inwoners per km².
De volgende frazioni maken deel uit van de gemeente: Russiz, Spessa.

## Geografie
De gemeente ligt op ongeveer 49 m boven zeeniveau.
Capriva del Friuli grenst aan de volgende gemeenten: Cormons, Moraro, Mossa, San Floriano del Collio, San Lorenzo Isontino.
Capriva del Friuli · Cormons · Doberdò del Lago · Dolegna del Collio · Farra d'Isonzo · Fogliano Redipuglia · Gorizia · Gradisca d'Isonzo · Grado · Mariano del Friuli · Medea · Monfalcone · Moraro · Mossa · Romans d'Isonzo · Ronchi dei Legionari · Sagrado · San Canzian d'Isonzo · San Floriano del Collio · San Lorenzo Isontino · San Pier d'Isonzo · Savogna d'Isonzo · Staranzano · Turriaco · Villesse
1. ↑  https://demo.istat.it/?l=it.